# Deoband
Deoband (Hindi: देवबंद; Urdu دیوبند Devband, [ˈd̪eːo̯bʌn̪d̪]; von persisch ديوبند, DMG Dīw-band, ‚Geisterbeschwörer‘) ist eine Stadt im indischen Bundesstaat Uttar Pradesh, 146 km nördlich von Delhi.
Sie liegt im Distrikt Saharanpur und hatte beim Zensus 2011 etwa 97.000 Einwohner. Die Bedeutung der Stadt liegt vor allem in der islamischen theologischen Hochschule Dar ul-Ulum, die an Einfluss nur mit der al-Azhar-Universität in Kairo vergleichbar ist.